# Caetano Maria Ferreira da Silva Beirão

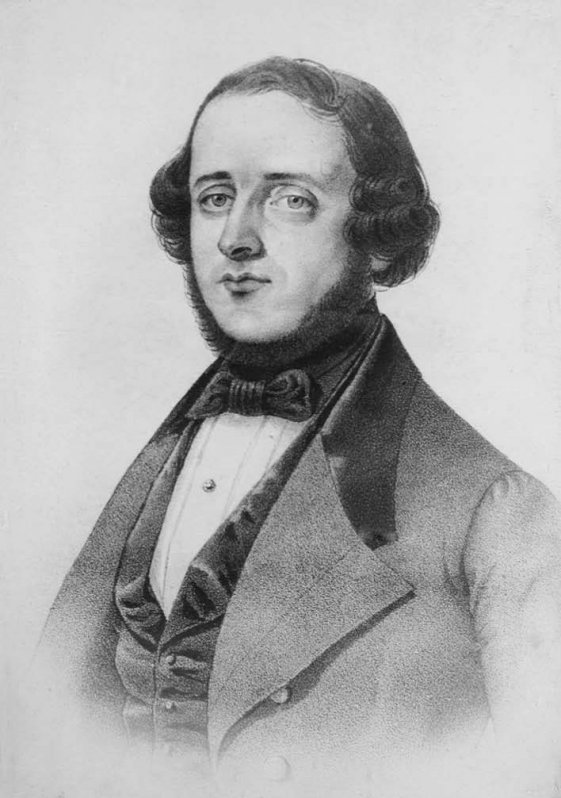
Caetano Maria Ferreira da Silva Beirão

Caetano Maria Ferreira da Silva Beirão (Lisboa, 22 de Março de 1807 – Lisboa, 26 de Dezembro de 1871) foi um médico e professor de Medicina na Escola Médico-Cirúrgica de Lisboa que, entre outras funções de relevo, foi o quinto presidente da Sociedade das Ciências Médicas de Lisboa. Foi deputado miguelista em 1842 e 1862 e participou na revolta de 1844 contra o cabralismo.

## Biografia
Nasceu no seio de uma família tradicionalista, filho de um professor régio de humanidades, Francisco António Ferreira da Silva Beirão e de D. Raimunda dos Anjos Beirão, manteve-se fiel ao absolutismo durante toda a vida. Concluídos os estudos preparatórios em Lisboa, em 1824 matriculou-se na Faculdade de Filosofia da Universidade de Coimbra e depois na Faculdade de Medicina, cujos três primeiros anos concluiu com brilhantismo.
Frequentava o curso de Medicina quando se agudizaram os confrontos entre absolutistas e liberais, optando pela defesa do absolutismo na pessoa do rei D. Miguel I de Portugal. Quando a Universidade de Coimbra encerrou os seus cursos após o desembarque do Mindelo, foi um dos estudantes que foram excepcionalmente autorizados a exercer clínica sob a orientação de um professor. 
Após o encerramento dos cursos, como apoiante activo do miguelismo, o ainda estudante acompanhou na visita de D. Miguel a Coruche, em 1833, na qualidade de comissário às ordens da Intendência da Polícia, tendo por missão estudar o estado sanitário da povoação e os meios de combater a epidemia de cholera morbus, localmente conhecida por cera, que então grassava no Ribatejo. Essa visita levou a que nesse período se envolvesse profundamente no combate à epidemia de cholera morbus, o que marcaria a sua posterior carreira profissional.
Terminada a guerra civil com a expulsão de D. Miguel, em 1834 voltou à Universidade, tendo concluído o curso de Medicina em 1836.
A sua ligação ao miguelismo derrotado dificultou sobremaneira a sua entrada na profissão, o que o obrigou a iniciar um conturbado percurso profissional nos hospitais de Lisboa. Depois de ter trabalhado nos Hospitais de São Lázaro, Marinha e Rilhafoles, conseguiu estabilizar a sua situação profissional neste último.
Na sua actividade clínica e hospitalar manteve o interesse pelo estudo da cólera, que iniciara ainda estudante em 1833, realizando trabalho de investigação pioneiro sobre a propagação daquela doença. Também se interessou pelo estudo da elefantíase dos gregos e da alienação mental. Foi um dos colaboradores da comissão encarregada de estudar a viabilidade de converter o Hospital de Rilhafoles em hospital dos alienados.
Apesar de ser considerado um médico distinto e um dos maiores conhecedores de Ciência Médica, teve grandes dificuldades políticas para ingressar como docente na Escola Médico-Cirúrgica de Lisboa. Contudo, as suas excepcionais qualidades permitiram que ao fim de 11 anos, contra a corrente dominante, chegasse a lente de Matéria Médica. Membro das principais sociedades científicas do tempo e colaborador assíduo de vários jornais especializados, era considerado um eminente professor, incansável na difusão dos seus conhecimentos médicos.
Para além da sua actividade como docente e como clínico, teve uma notável, e controversa, acção como deputado realista na Câmara dos Deputados das Cortes da Monarquia Constitucional. Defensor da conciliação entre absolutistas e liberais, considerava necessário inserir o miguelismo no sistema político liberal, posição que era considerada como traição pela maioria dos miguelistas, que continuava a defender a resistência sem compromisso ao novo regime, se possível pela via armada. Apesar disso, apresentou-se às eleições de Junho de 1842, sendo eleito deputado pelo círculo eleitoral da Estremadura, integrado nas listas da coalização anti-cabralista, para a 5.ª legislatura (1842-1845). Integrou, juntamente com Cipriano de Sousa Canavarro, eleito por Trás-os-Montes, o primeiro grupo de «miguelistas» a ter assento no parlamento liberal.
Esta eleição para o parlamento liberal provocou a ira dos seus correlegionários miguelistas, partidários do prosseguimento da resistência ao regime. Apesar de se assumir como a voz parlamentar dos vencidos da guerra civil, sofreu graves dissabores em resultado da hostilidade e escárnio dos liberais e da incompreensão dos miguelistas. Apelidado pela facção defensora da continuação do conflito como deputado urneiro (em vez de ordeiro) e activamente combatido pelo grupo miguelista liderado por António Ribeiro Saraiva, foi o primeiro deputado miguelista a intervir no parlamento e a primeira voz a defender tão dignamente quanto possível a sobrevivência e a dignidade política dos vencidos da guerra civil. Mas também o lado liberal não lhe dava tréguas e em 1844 foi brevemente preso, acusado de estar envolvido na preparação de um levantamento de guerrilhas realistas em Amarante e Fafe.
Ao contrário de Cipriano de Sousa Canavarro, o outro deputado miguelista, que não teve qualquer intervenção parlamentar, Caetano da Silva Beirão revelou-se um deputado interventivo, salientando-se na defesa dos interesses da vitivinicultura da Estremadura, para a qual propunha a constituição de uma companhia protectora dos interesses dos viticultores.
Foi novamente eleito deputado em 1861, desta feita pelo círculo eleitoral de São João da Pesqueira, para a 13.ª legislatura (1861-1864). Mantendo-se interventivo, destacou-se por defender corajosamente a reforma do ensino médico, na qual equiparava os graus a atribuir pelas Escolas Médico-Cirúrgicas de Lisboa e Porto aos conferidos pela Faculdade de Medicina da Universidade de Coimbra, não obstante a sua apregoada fidelidade «aos seus colegas e mestres lentes da Universidade de Coimbra». Também se destacou na defesa dos vínculos, alegando serem os morgadios importantes para a defesa da agricultura nacional.
Foi o quinto presidente da Sociedade das Ciências Médicas de Lisboa, tendo exercido o cargo por duas vezes, em 1847 e 1853. No início do seu primeiro mandato encontrou a Sociedade das Ciências Médicas «numa situação quase desesperada, sem relações externas e sem incitamento interno; parecia querer terminar de inanição». A sua acção como presidente muito contribuiu para a recuperação daquela Sociedade, a qual ainda perdura.
Deixou uma importante obra científica, dispersa pelos periódicos médicos da época.
Faleceu aos 64 anos, na sua residência da Rua Formosa, número 48, freguesia das Mercês, Lisboa, sendo sepultado no Cemitério dos Prazeres.
Foi casado com D. Maria Carolina da Veiga, tendo vários filhos.